# Otto Austad
Otto Austad (* 6. Februar 1926; † 21. Januar 2023) war ein norwegischer Skispringer.
Austad gewann bei der Norwegischen Meisterschaft 1953 in Oslo von der Normalschanze hinter Arnfinn Bergmann und Arne Ellingsen die Bronzemedaille. Kurz darauf gewann er am Holmenkollen das Holmenkollen Ski Festival 1953 vor Sverre Stallvik und Torbjørn Falkanger.
Austad lebte später in Siljan.